# デブラ・ラフェイブ事件

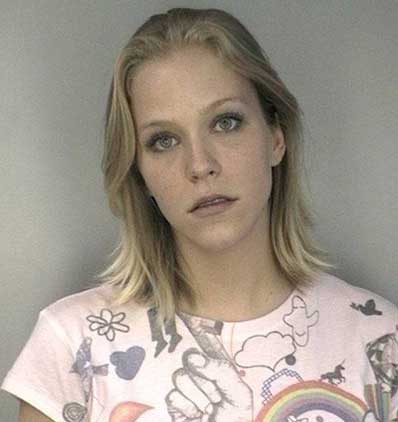
2007年12月4日のマグショット

デブラ・ラフェイブ事件とは米フロリダ州で2004年6月、水着モデルとしての経歴を持つ中学校の女性教師デブラ・ラフェイブ（Debra Lafave、現在は離婚しているため別の名前）が、教え子の14歳の男子生徒と性交渉を持ったとして逮捕された事件である。
2005年、彼女は10代の若者に対する猥褻または淫らな性的暴行の罪を認めた。ラフェイブの司法取引には、懲役なし、安全上の懸念から3年間の自宅軟禁、および7年間の保護観察が含まれていた。

## 前半生と学歴
1995年から1996年まで、バックストリート・ボーイズのニック・カーターと交際していた。1996年までイースト・ベイ高校で学び、1999年にブルーミングデール高校を卒業、サウスフロリダ大学に通い、英語の学位を取得した。大学卒業後、フロリダ州テンプルテラスのグレコ中学校に英語教師として採用された。2003年、1年間教職を務めた後、オーウェン・ラフェイブと結婚。

## 1度目の逮捕と裁判
ラフェイブはオーラルセックスを含む性行為を4回に亘り学生と行なった。2004年5月、少年とラフェイブはオカラにいる彼のいとこを訪ねた。少年の叔母は彼が挑発的な服装の女性と一緒にいることに驚き、母親に警告した。母親から厳しく詰問され、少年はその女性がラフェイブであることを認めた。テンプルテラスの警官は、ラフェイブと少年の会話を録音し、次の逢瀬で彼女を逮捕した。告発された事件はヒルズボロ郡リバービューとマリオン郡オカラの双方で発生したため、別個に起訴が行われた。検察側と弁護側が懲役刑に関する答弁取引で合意に至らなかったため、公判期日が設定された。ラフェイブは起訴された2件の訴因について有罪となった場合、最長で30年の懲役に服する可能性があった。
裁判が始まる直前、少年の母親はコートTVが最初の裁判を取材する予定であり、息子のプライバシーを守ることに同意していないことを知った。公判前の報道は、すでに少年に多大な負担を強いていた。少年はマリオン郡の検事補と話すことが困難であった。少年のいとこも、この状況下で証言する気はないと語った。結果的に少年たちの家族は、ラフェイブを刑務所に送ることは訴訟により生じる心的外傷に値するものではないと判断した。タンパとオカラで別々の裁判が行われる予定のため、2年後に再度やり直す必要がある可能性もそれに輪をかけた。彼らは検察官にラフェイブに公判を回避する取引を提案するよう求めた。弁護側はラフェイブが刑務所に服役する必要が無くなるという条件で、司法取引に同意する用意があった。ラフェイブは合意の下で有罪を認め、3年間のコミュニティ管理 (自宅軟禁) と7年間の性犯罪者の保護観察を宣告された。検察官はフロリダで性犯罪者の保護観察を完了するのは非常に難しいと述べた上でこの取引を支持した。ラフェイブは保護観察のいずれかの条件に違反した場合、刑務所に収監される可能性がある。
有罪答弁によりラフェイブの教師としてのキャリアは事実上終わりを告げた。司法取引の一環として教員免許を放棄する必要があり、フロリダで再び教鞭をとることが禁止された。如何なる州も性的犯罪で有罪判決を受けた人物に教員免許を与えることはない。保護観察の条件として彼女は毎日午後10時までに家に戻らなければならず、裁判官の許可なしにヒルズボロ郡を離れることができず、子供たちの側にいることも出来なかった。また、性犯罪者として登録する義務があった。男性が性的暴行で有罪となった場合でも、このような軽い刑罰で済むのかと大いに疑問視された。
2005年12月8日、マリオン郡巡回判事のヘイル・スタンシルは司法取引を拒否し、ラフェイブの刑務所への服役を要求しない合意は、「この裁判所と刑事司法制度全体の信頼性を損なうことになり、学校に対する国民の信頼を損なうことになるだろう。」と申し立てた。彼は公判期日を2006年4月10日に定めた。その後、マリオン郡の州検察官は告訴を取り下げた。検察は声明の中で心理学者マーティン・ラゾリッツによる「10代の少年が裁判を受けることにより、回復に8年はかかる深刻なトラウマを抱える可能性がある」という査定を引用した。スタンシルは少年が証言する際、法廷を非公開にすることを提案した。しかし検察側は、公開の法廷で証人が彼の名前を口にすることを防ぐのは殆ど不可能であり、事件が裁判にかけられた場合は彼のプライバシーは変わらず危険に晒されると結論付けた。最終的にラフェイブを裁判にかけることは、少年の健康を害してまで行なう価値はないと判断された。

## 2度目の逮捕と執行猶予違反
2007年12月4日、17歳であるレストランの同僚女性と会話をして、保護観察に違反したとして逮捕された。しかし裁判所は違反は故意でも重大でもなく、彼女の保護観察を取り消すものではないとの判決を下した。

## 論争と影響

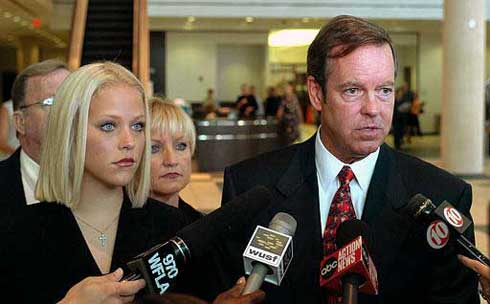
弁護士のジョン・フィッツギボンズと（2005年6月）

ラフェイブの弁護士ジョン・フィッツギボンズは、「デビーをフロリダ州立女子刑務所に入れる、こんな魅力的な若い女性をあの地獄の穴に入れるなんて、ライオンに生肉を与えるようなものだ」と語った。ガーディアンのスザンヌ・ゴールデンバーグはラフェイブが刑務所行きを回避できたのは、彼女が「刑務所にとっては可愛過ぎる」というアメリカ人の先入観のためだと主張した。アリエル・レヴィは、フィッツギボンズの発言を「悪評が高い」とニューヨーク・マガジンに書き、ラフェイブの元夫はそれを批判した。評論家たちは、この事件に注目が集まるのはラフェイブの身体的美しさに起因すると主張した。ラフェイブのモデル時代の挑発的な写真が、彼女の悪名が知られて以来インターネット上で拡散された。 
テンプルテラス警察は、ラフェイブが刑務所の独房に収監中にあからさまな彼女のヌード写真を撮影したとして、捜査の対象となった。ラフェイブにヌード写真を要求した主任刑事のジョン・ガレスピーは、裁判の前に本件とは無関係の売春詐欺で逮捕された。
2007年4月16日のバージニア工科大学銃乱射事件の犯人チョ・スンヒはNBCに送った犯行声明でラフェイブについて冒涜的な言及をしている。ラフェイブ自身はこれについてコメントはせず、弁護士のジョン・フィッツギボンズは「この殺人犯のような精神錯乱者が彼女に言及した理由を推測することは不可能だ」と述べた。

## 後日譚
ラフェイブは後に自身の犯罪行為を（急激で不規則な気分変動、躁病エピソード中の異常性欲と判断力低下に関連する）双極性障害に起因するとした。また、13歳の時にクラスメートにレイプされた後、双極性障害の治療を受けていた。逮捕された当時、彼女の姉妹が飲酒運転のドライバーに轢き殺されたばかりだった。
2008年7月、司法取引の範囲内で性犯罪者治療や社会奉仕などの他の条件を満たした上で、自宅軟禁の残りの期間を保護観察に変更するよう請願した。彼女の嘆願書は認められ、自宅軟禁は4か月短縮されて終了した。2009年10月29日、何人かの子供たちと監督なしで接触することが許可された。2011年9月22日、他のすべての義務を完了し、双子の男の子の母親になったことを理由に保護観察期間を4年早く終わらせるために行動を起こした。嘆願書は認められ、彼女の保護観察はその日で終了した。少年の家族は、この決定に対して上訴すると語った。2012年8月15日、保護観察の早期終了は第2地裁によって取り消された。ラフェイブはフロリダ州最高裁判所に、保護観察の早期終了決定を回復するよう求めた。2013年1月24日、フロリダ州最高裁判所の審理を待つ間、保護観察を続けるよう命じられた。2014年10月、フロリダ州最高裁判所はラフェイブに有利な判決を下した。

## 大衆文化において
アリッサ・ナッティングの小説『Tampa』は、デブラ・ラフェイブ事件に着想を得ている。

## 関連書籍
- 『Gorgeous Disaster: The Tragic Story of Debra Lafave』(オーウェン・ラフェイブ & ビル・サイモン、2006年9月) ISBN 978-1597775342